# Angola az 1996. évi nyári olimpiai játékokon
Angola az egyesült államokbeli Atlantában megrendezett 1996. évi nyári olimpiai játékok egyik részt vevő nemzete volt. Az országot az olimpián 5 sportágban 28 sportoló képviselte, akik érmet nem szereztek.

## Atlétika
Férfi
| Versenyző     | Versenyszám | Előfutam | Előfutam | Előfutam | Elődöntő | Elődöntő | Elődöntő | Döntő   | Döntő    |
| Versenyző     | Versenyszám | Idő      | Hely.    | Össz.    | Idő      | Hely.    | Össz.    | Idő     | Helyezés |
| ------------- | ----------- | -------- | -------- | -------- | -------- | -------- | -------- | ------- | -------- |
| João N’Tyamba | 1500 m      | 3:46,41  | 9.       | 44.      | kiesett  | kiesett  | kiesett  | kiesett | kiesett  |

Női
| Versenyző           | Versenyszám | Előfutam | Előfutam | Előfutam | Negyeddöntő | Negyeddöntő | Negyeddöntő | Elődöntő | Elődöntő | Elődöntő | Döntő   | Döntő    |
| Versenyző           | Versenyszám | Idő      | Hely.    | Össz.    | Idő         | Hely.       | Össz.       | Idő      | Hely.    | Össz.    | Idő     | Helyezés |
| ------------------- | ----------- | -------- | -------- | -------- | ----------- | ----------- | ----------- | -------- | -------- | -------- | ------- | -------- |
| Guilhermina da Cruz | 200 m       | 24,92    | 7.       | 44.      | kiesett     | kiesett     | kiesett     | kiesett  | kiesett  | kiesett  | kiesett | kiesett  |
| Guilhermina da Cruz | 400 m       | 55,42    | 7.       | 45.      | kiesett     | kiesett     | kiesett     | kiesett  | kiesett  | kiesett  | kiesett | kiesett  |

## Kézilabda

### Női
| Angolai női kézilabdacsapat-játékoskeret                                                                                          | Angolai női kézilabdacsapat-játékoskeret                                                                     |
| --- | --- |
| - Luzia María Bizerra - Domingas Cordeiro - Palmira de Almeida - Mária Eduardo - Maura Faial - Maria Gonçalves - Aña Bela Joaquim | - Anica Neto - Lia Paulo - Elisa Peres - Justina Praça - Filomena Trindade - Lili Webba-Torres - Elisa Webba |

#### Eredmények
Csoportkör
B csoport
| Csapat            | M | Gy | D | V | G+ | G– | Gk  | P |
| ----------------- | - | -- | - | - | -- | -- | --- | - |
| Dél-Korea (KOR)   | 3 | 3  | 0 | 0 | 83 | 60 | +23 | 6 |
| Norvégia (NOR)    | 3 | 2  | 0 | 1 | 79 | 66 | +13 | 4 |
| Németország (GER) | 3 | 1  | 0 | 2 | 70 | 73 | –3  | 2 |
| Angola (ANG)      | 3 | 0  | 0 | 3 | 49 | 82 | –33 | 0 |

| 1996. július 26. 12:00 | Norvégia (NOR) | 30–18  | Angola (ANG) | Játékvezetők: Bruce Boehne, Thomas Bojsen (USA) |
| 1996. július 26. 12:00 | Grini 10       | (15–7) | de Almeida 4 | Játékvezetők: Bruce Boehne, Thomas Bojsen (USA) |
| 1996. július 26. 12:00 |                |        |              | Játékvezetők: Bruce Boehne, Thomas Bojsen (USA) |

| 1996. július 28. 10:00 | Angola (ANG) | 19–25  | Dél-Korea (KOR) | Játékvezetők: Valter Dancescu, Ion Mateescu (ROU) |
| 1996. július 28. 10:00 | Webba 7      | (8–15) | három játékos 5 | Játékvezetők: Valter Dancescu, Ion Mateescu (ROU) |
| 1996. július 28. 10:00 |              |        |                 | Játékvezetők: Valter Dancescu, Ion Mateescu (ROU) |

| 1996. július 30. 12:00 | Németország (GER) | 27–12  | Angola (ANG) | Játékvezetők: Mohammad al Houli, Khalaf Alenezi (KUW) |
| 1996. július 30. 12:00 | Jurack, Waelzer 5 | (10–6) | Webba 5      | Játékvezetők: Mohammad al Houli, Khalaf Alenezi (KUW) |
| 1996. július 30. 12:00 |                   |        |              | Játékvezetők: Mohammad al Houli, Khalaf Alenezi (KUW) |

A 7. helyért
| 1996. augusztus 1. 10:00 | Egyesült Államok (USA) | 23–24   | Angola (ANG) | Játékvezetők: Daniel Mvoula, Michel Moelle Mabounda (CGO) |
| 1996. augusztus 1. 10:00 | Cain 8                 | (11–11) | de Almeida 6 | Játékvezetők: Daniel Mvoula, Michel Moelle Mabounda (CGO) |
| 1996. augusztus 1. 10:00 |                        |         |              | Játékvezetők: Daniel Mvoula, Michel Moelle Mabounda (CGO) |

| Csapat       | Helyezés |
| ------------ | -------- |
| Angola (ANG) | 7.       |

## Kosárlabda

### Férfi
| Angolai férfi kosárlabdacsapat-játékoskeret                                                                         | Angolai férfi kosárlabdacsapat-játékoskeret                                                                             | Angolai férfi kosárlabdacsapat-játékoskeret |
| --- | --- | ------------------------------------------- |
| - Edmar Victoriano - Aníbal Moreira - Ângelo Victoriano - Benjamim Ucuahamba - Honorato Trosso - Victor de Carvalho | - Antonio Carvalho - Herlander Coimbra - Justino Victoriano - David Dias - Benjamim João Romano - José Carlos Guimarães |                                             |

#### Eredmények
Csoportkör
A csoport
| Csapat                 | M | Gy | V | P+  | P–  | Pk   | P  |
| ---------------------- | - | -- | - | --- | --- | ---- | -- |
| Egyesült Államok (USA) | 5 | 5  | 0 | 522 | 345 | +177 | 10 |
| Litvánia (LTU)         | 5 | 3  | 2 | 427 | 354 | +73  | 8  |
| Horvátország (CRO)     | 5 | 3  | 2 | 422 | 386 | +36  | 8  |
| Kína (CHN)             | 5 | 2  | 3 | 360 | 502 | –142 | 7  |
| Argentína (ARG)        | 5 | 2  | 3 | 351 | 396 | –45  | 7  |
| Angola (ANG)           | 5 | 0  | 5 | 280 | 379 | –99  | 5  |

| 1996. július 20. | Kína (CHN)                    | 70–67     | Angola (ANG)                  | Atlanta Játékvezetők: Jose Piovesan Neto (BRA), Juan Brea Diaz (CUB) |
| 1996. július 20. | (36–36) Jegyzőkönyv           |           |                               | Atlanta Játékvezetők: Jose Piovesan Neto (BRA), Juan Brea Diaz (CUB) |
| 1996. július 20. | Vang Cse-cse (Wang Zhizhi) 17 | Pont      | Â. Victoriano, A. Carvalho 13 | Atlanta Játékvezetők: Jose Piovesan Neto (BRA), Juan Brea Diaz (CUB) |
| 1996. július 20. | Vang Cse-cse (Wang Zhizhi) 11 | Lepattanó | Â. Victoriano 6               | Atlanta Játékvezetők: Jose Piovesan Neto (BRA), Juan Brea Diaz (CUB) |
| 1996. július 20. | Hu Vej-tung (Hu Weidong) 3    | Gólpassz  | Ucuahamba 5                   | Atlanta Játékvezetők: Jose Piovesan Neto (BRA), Juan Brea Diaz (CUB) |

| 1996. július 22. | Angola (ANG)        | 54–87     | Egyesült Államok (USA) | Atlanta Játékvezetők: Michael Butler (AUS), Tomislav Jovancic (YUG) |
| 1996. július 22. | (31–44) Jegyzőkönyv |           |                        | Atlanta Játékvezetők: Michael Butler (AUS), Tomislav Jovancic (YUG) |
| 1996. július 22. | A. Carvalho 16      | Pont      | Malone 12              | Atlanta Játékvezetők: Michael Butler (AUS), Tomislav Jovancic (YUG) |
| 1996. július 22. | Dias 5              | Lepattanó | Barkley 9              | Atlanta Játékvezetők: Michael Butler (AUS), Tomislav Jovancic (YUG) |
| 1996. július 22. | Ucuahamba 5         | Gólpassz  | Barkley 7              | Atlanta Játékvezetők: Michael Butler (AUS), Tomislav Jovancic (YUG) |

| 1996. július 24. | Horvátország (CRO)  | 71–48     | Angola (ANG)           | Atlanta Játékvezetők: Hidetoshi Ishida (JPN), Serguei Boulanov (RUS) |
| 1996. július 24. | (26–23) Jegyzőkönyv |           |                        | Atlanta Játékvezetők: Hidetoshi Ishida (JPN), Serguei Boulanov (RUS) |
| 1996. július 24. | Rađa 20             | Pont      | Â. Victoriano, Dias 10 | Atlanta Játékvezetők: Hidetoshi Ishida (JPN), Serguei Boulanov (RUS) |
| 1996. július 24. | Rađa 9              | Lepattanó | Dias 12                | Atlanta Játékvezetők: Hidetoshi Ishida (JPN), Serguei Boulanov (RUS) |
| 1996. július 24. | Kukoč 6             | Gólpassz  | Ucuahamba 2            | Atlanta Játékvezetők: Hidetoshi Ishida (JPN), Serguei Boulanov (RUS) |

| 1996. július 26. | Angola (ANG)        | 49–85     | Litvánia (LTU) | Atlanta Játékvezetők: Jose Pelissari (BRA), Robert Barnett (AUS) |
| 1996. július 26. | (21–37) Jegyzőkönyv |           |                | Atlanta Játékvezetők: Jose Pelissari (BRA), Robert Barnett (AUS) |
| 1996. július 26. | Â. Victoriano 18    | Pont      | Karnišovas 20  | Atlanta Játékvezetők: Jose Pelissari (BRA), Robert Barnett (AUS) |
| 1996. július 26. | Moreira, Dias 6     | Lepattanó | Sabonis 10     | Atlanta Játékvezetők: Jose Pelissari (BRA), Robert Barnett (AUS) |
| 1996. július 26. | A. Carvalho 4       | Gólpassz  | Sabonis 8      | Atlanta Játékvezetők: Jose Pelissari (BRA), Robert Barnett (AUS) |

| 1996. július 28. | Argentína (ARG)     | 66–62     | Angola (ANG)    | Atlanta Játékvezetők: Wieslaw Zych (POL), Chong Kyoung (KOR) |
| 1996. július 28. | (27–32) Jegyzőkönyv |           |                 | Atlanta Játékvezetők: Wieslaw Zych (POL), Chong Kyoung (KOR) |
| 1996. július 28. | Espil 21            | Pont      | Dias 17         | Atlanta Játékvezetők: Wieslaw Zych (POL), Chong Kyoung (KOR) |
| 1996. július 28. | Villar 6            | Lepattanó | Moreira, Dias 7 | Atlanta Játékvezetők: Wieslaw Zych (POL), Chong Kyoung (KOR) |
| 1996. július 28. | Osella 5            | Gólpassz  | Ucuahamba 4     | Atlanta Játékvezetők: Wieslaw Zych (POL), Chong Kyoung (KOR) |

A 9–12. helyért
| 1996. július 30. 17:00 | Puerto Rico (PUR)   | 76–67     | Angola (ANG) | Atlanta Játékvezetők: Roman Ryzhyk (UKR), Jose Reyes Ronfini (MEX) |
| 1996. július 30. 17:00 | (38–36) Jegyzőkönyv |           |              | Atlanta Játékvezetők: Roman Ryzhyk (UKR), Jose Reyes Ronfini (MEX) |
| 1996. július 30. 17:00 | Moreira 15          | Pont      | Ortíz 19     | Atlanta Játékvezetők: Roman Ryzhyk (UKR), Jose Reyes Ronfini (MEX) |
| 1996. július 30. 17:00 | Dias 11             | Lepattanó | Rivas 7      | Atlanta Játékvezetők: Roman Ryzhyk (UKR), Jose Reyes Ronfini (MEX) |
| 1996. július 30. 17:00 | Moreira 6           | Gólpassz  | Alicea 5     | Atlanta Játékvezetők: Roman Ryzhyk (UKR), Jose Reyes Ronfini (MEX) |

A 11. helyért
| 1996. augusztus 2. 10:00 | Dél-Korea (KOR)                                          | 61–99     | Angola (ANG) | Atlanta Játékvezetők: Jose Reyes Ronfini (MEX), Juan Brea Diaz (CUB) |
| 1996. augusztus 2. 10:00 | (33–48) Jegyzőkönyv                                      |           |              | Atlanta Játékvezetők: Jose Reyes Ronfini (MEX), Juan Brea Diaz (CUB) |
| 1996. augusztus 2. 10:00 | Kang Donghi (Gang Dong-Hui) 17                           | Pont      | Dias 27      | Atlanta Játékvezetők: Jose Reyes Ronfini (MEX), Juan Brea Diaz (CUB) |
| 1996. augusztus 2. 10:00 | Cson Hicshol (Jeon Hui-Cheol) 5                          | Lepattanó | Dias 11      | Atlanta Játékvezetők: Jose Reyes Ronfini (MEX), Juan Brea Diaz (CUB) |
| 1996. augusztus 2. 10:00 | I Szangmin (Lee Sang-Min), Kang Donghi (Gang Dong-Hui) 6 | Gólpassz  | Moreira 5    | Atlanta Játékvezetők: Jose Reyes Ronfini (MEX), Juan Brea Diaz (CUB) |

| Csapat       | Helyezés |
| ------------ | -------- |
| Angola (ANG) | 11.      |

## Sportlövészet
Férfi
| Versenyző    | Versenyszám | Selejtező | Selejtező | Döntő   | Döntő    |
| Versenyző    | Versenyszám | Pont      | Helyezés  | Pont    | Helyezés |
| ------------ | ----------- | --------- | --------- | ------- | -------- |
| Paulo Morais | Trap        | 115       | 45.*      | kiesett | kiesett  |

* - három másik versenyzővel azonos eredményt ért el

## Úszás
Női
| Versenyző  | Versenyszám | Előfutam | Előfutam | Előfutam | Döntő   | Döntő   | Döntő   | Helyezés |
| Versenyző  | Versenyszám | Idő      | Hely.    | Össz.    | Típus   | Idő     | Hely.   | Helyezés |
| ---------- | ----------- | -------- | -------- | -------- | ------- | ------- | ------- | -------- |
| Nádia Cruz | 100 m mell  | 1:16,62  | 7.       | 43.      | kiesett | kiesett | kiesett | kiesett  |
| Nádia Cruz | 200 m mell  | 2:44,24  | 5.       | 37.      | kiesett | kiesett | kiesett | kiesett  |